# ستاره پروین
پروین (ستاره) یا ستاره ثریا یک ستاره است که در صورت فلکی گاو قرار دارد.